# روباسبيار (مترو باريس)
روبيار (بالفرنسية: Robespierre)‏ هي محطة مترو تابعة لمترو باريس تقع في فرنسا في مونتروي ، سين سان دوني.[بحاجة لمصدر]